# Tympanogaster coopracambra
Tympanogaster coopracambra är en skalbaggsart som beskrevs av Perkins 2006. Tympanogaster coopracambra ingår i släktet Tympanogaster och familjen vattenbrynsbaggar. Inga underarter finns listade i Catalogue of Life.